# Lakki (film)
Lakki è un film del 1992 diretto da Svend Wam.
Il soggetto è tratto da un romanzo di Per Knutsen.

## Trama
Il quattordicenne Lakki, desideroso di evadere dalla dura realtà in cui vive, si ritrova un giorno con un paio di ali spuntate misteriosamente sulla sua schiena.